# E803
E803 eller Europaväg 803 är en europaväg som går mellan Salamanca och Sevilla i Spanien. Längd 470 km.

## Sträckning
Salamanca Plasencia - Cáceres - Mérida - Sevilla

## Standard
Vägen är landsväg hela sträckan 

## Anslutningar till andra europavägar
- E80
- E90
- E5